# Шкала Деліля
Шкала Деліля (°D) — температурна шкала, винайдена в 1732 французьким астрономом Жозефом-Нікола Делілєм (1688—1768). Він був автором Mémoires pour servir à l'histoire et aux progrès de l'Astronomie, de la Géographie et de la Physique (1738).

## Історія
У 1732 Деліль сконструював термометр, використавши за робочу рідину ртуть. Точкою відліку він взяв температури кипіння води й танення криги. Термометри Деліля мали 2400 або 2700 градусів. Така точність виявилась надмірною, тому в 1738 термометр було поправлено з двома головними точками — температурою кипіння води (0) і замерзання (150). Деліль надіслав свої термометри різним науковцям, включаючи Андерса Цельсія. Шкала Цельсія, так само як і шкала Деліля, спочатку починалася з точки кипіння води й опускалася до +100 (температура замерзання води). Зворотнє вимірювання було встановлено вже після смерті Цельсія, зокрема шведським ботаніком Карлом Ліннеєм та виробником термометрів Ліннея, Даніелєм Екстромом. Хоча в Росії, наприклад, понад 100 років ще користувалися термометрами Деліля.